# جيروين فان دن برينك
جيروين فان دن برينك (بالهولندية: Jeroen van den Brink)‏ هو فيزيائي نظري وأستاذ جامعي وفيزيائي هولندي، ولد في 18 نوفمبر 1968.